# Vasa recta (rein)
Pour les articles homonymes, voir Vasa et Recta.
Les vasa recta du rein (vasa rectae renis) sont les artérioles droites et les veinules droites (venulae recti) du rein, un groupe de vaisseaux sanguins rénaux qui rentre dans la médullaire rénale en tant qu'artérioles droites et la quittent pour remonter vers le cortex sous forme de veinules droites. (Latin : vasa, "vaisseaux"; recta, "droit"). Ils sont parallèles à la anse de Henlé.
Ces vaisseaux se ramifient depuis les artérioles efférentes des néphrons juxtamédullaires (les néphrons les plus proches de la médullaire). Ils pénètrent dans la médullaire rénale et entourent l'anse de Henlé. Alors que les capillaires péritubulaires entourent les parties corticales des tubules (contournés proximal et distal), les vasa recta descendent dans la médullaire et suivent l'anse de Henlé, avant de remonter vers le cortex,.
La vasa recta se termine en veinules droites, branches issues des plexus du sommet des pyramides médullaires. Elles remontent vers l'extérieur en ligne droite entre les tubes de la substance médullaire et rejoignent les veines interlobulaires pour former des arcades veineuses. Celles-ci à leur tour s'unissent et forment des veines qui passent le long des côtés des pyramides rénales. Les veinules droites contiennent des capillaires fenêtrés.

## Structure

### Microanatomie
Sur une lame histologique, les artérioles droites se distinguent des tubules de l'anse de Henle par la présence de sang.

## Fonction
Chaque artériole droite a un virage en épingle à cheveux dans la médullaire et transporte le sang à un rythme très lent - deux facteurs cruciaux dans le maintien de l'échange à contre-courant qui empêchent la perte des gradients de concentration établis dans la médullaire rénale.
Le maintien de ce gradient de concentration est l'un des composants responsables de la capacité du rein à produire de l'urine concentrée.
Sur la partie descendante de la vasa recta, le chlorure de sodium et l'urée sont réabsorbés dans le sang, tandis que l'eau est sécrétée. Dans la partie ascendante, le chlorure de sodium et l'urée sont sécrétés dans l'interstitium, tandis que l'eau est réabsorbée.

## Signification clinique
Le flux sanguin lent dans les artérioles droites en fait un lieu probable de thrombose due à une thrombophilie, ou de perte de tissu due à la  faucille des globules rouges dans la drépanocytose. L'ischémie qui en résulte peut entraîner une nécrose papillaire rénale.

## Nomenclature
Selon Terminologia Anatomica, le terme "vasa recta renis" est un nom alternatif pour "arteriolae rectae renis", et un terme distinct, venulae rectae renis, est utilisé pour identifier la partie veineuse.
Cependant, d'autres sources considèrent que «vasa recta» fait référence à la fois aux parties artérielle et veineuse.
Le terme vasa recta est également utilisé pour les intestins - vasa recta (intestins) (dans l'iléon et le jéjunum).